# Ісидор Мадридський
Ісидор Мадридський, Ісидор Орач (1079, Мадрид — 15 травня 1130, Мадрид) — святий католицької церкви. Святий Ісидор є покровителем Мадрида і декількох невеликих поселень Іспанії та Америки, а також всього селянства. На честь нього названо кілька населених пунктів, йому присвячені безліч церков. Народження: близько 1070 року. Мадрид, Королівство Кастилія.
Помер 15 травня 1130 року.
Беатифікований: 2 травня 1619 року.
Канонізований: 12 березня 1622 року.
День пам'яті: 15 травня.
Покровитель: селянство.